# 弗莱纳公式

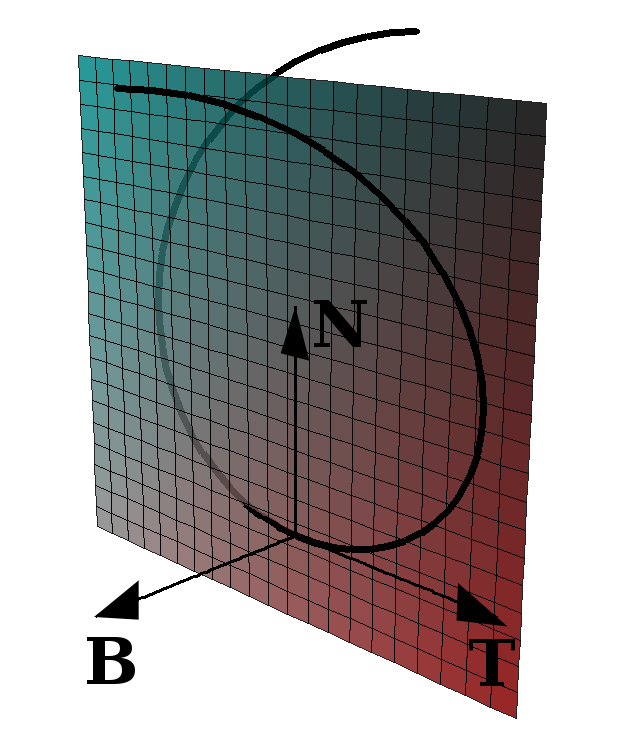
空间曲线的切向量 T，法向量 N 和副法向量 B；以及切向量和法向量张成的密切平面。

在向量微积分中，弗勒内-塞雷公式（Frenet–Serret 公式）用来描述欧几里得空间R3中的粒子在连续可微曲线上的运动。更具体的说，弗勒内公式描述了曲线的切向，法向，副法方向之间的关系。这一公式由法国数学家让·弗雷德里克·弗勒内（于1847年的博士论文中）和约瑟夫·阿尔弗雷德·塞雷（于1851年）分别提出。
单位切向量 T，单位法向量 N，单位副法向量 B，被称作 弗勒内标架，他们的具体定义如下：
- T 是单位切向量，方向指向粒子运动的方向。
- N 是切向量 T 对弧长参数的微分单位化得到的向量。
- B 是 T 和 N 的外积。

弗勒内公式如下：
{\displaystyle {\begin{aligned}{\dfrac {d\mathbf {T} }{ds}}&=\kappa \mathbf {N} ,\\{\dfrac {d\mathbf {N} }{ds}}&=-\kappa \mathbf {T} +\tau \mathbf {B} ,\\{\dfrac {d\mathbf {B} }{ds}}&=-\tau \mathbf {N} ,\end{aligned}}}
其中d/ds 是对弧长的微分， κ 为曲线的曲率，τ 为曲线的挠率。弗勒内公式描述了空间曲线曲率挠率的变化规律。

## 弗勒内公式

平面曲线上的亮点的切向量和法向量，以及标架在运动过程中的旋转。

记r(t) 为欧式空间R3中的曲线，表示粒子在时间 t 时刻的位置向量。 弗勒内公式只适用于正则曲线，即速度向量r′(t)和加速度向量r′′(t)不为零的曲线。
记 s(t) 为 t时刻粒子所在位置到曲线上某定点的弧长：
{\displaystyle s(t)=\int _{0}^{t}\|\mathbf {r} '(\tau )\|d\tau .}
由于假设r′ ≠ 0，因此可以将 t 表示为 s 的函数，因此可将曲线表示为弧长 s 的函数 r(s) = r(t(s))。 s 通常也被称为曲线的弧长参数。
对于由弧长参数定义的正则曲线 r(s)，弗勒内标架 (或弗勒内基底)定义如下：
- 单位切向量 T：

{\displaystyle \mathbf {T} ={d\mathbf {r}  \over ds}.\qquad \qquad (1)}
- 主法向量 N：

{\displaystyle \mathbf {N} ={{\frac {d\mathbf {T} }{ds}} \over \left\|{\frac {d\mathbf {T} }{ds}}\right\|}.\qquad \qquad (2)}
- 副法向量 B 定义为 T 和 N 的外积：

螺旋线上弗勒内标架的运动。蓝色的箭头表示切向量，红色的箭头表示法向量，黑色的箭头表示副法向量。

{\displaystyle \mathbf {B} =\mathbf {T} \times \mathbf {N} .\qquad \qquad (3)}
由于 {\displaystyle |\mathbf {T} |=1,{\frac {d(\mathbf {T} \cdot \mathbf {T} )}{ds}}=2\mathbf {T} \cdot \mathbf {N} =0,} 所以 N 与 T 垂直。  方程 (3) 说明 B 垂直于 T 和 N，因此向量 T，N，B 互相垂直。
弗勒内公式如下：
{\displaystyle {\begin{matrix}{\frac {d\mathbf {T} }{ds}}&=&&\kappa \mathbf {N} &\\&&&&\\{\frac {d\mathbf {N} }{ds}}&=&-\kappa \mathbf {T} &&+\,\tau \mathbf {B} \\&&&&\\{\frac {d\mathbf {B} }{ds}}&=&&-\tau \mathbf {N} &\end{matrix}}}
其中 κ 为曲线的曲率，τ 为曲线的挠率。
弗勒内公式有时也被称作弗勒内定理，并且可以写做矩阵的形式：
{\displaystyle {\begin{bmatrix}\mathbf {T'} \\\mathbf {N'} \\\mathbf {B'} \end{bmatrix}}={\begin{bmatrix}0&\kappa &0\\-\kappa &0&\tau \\0&-\tau &0\end{bmatrix}}{\begin{bmatrix}\mathbf {T} \\\mathbf {N} \\\mathbf {B} \end{bmatrix}}.}
其中的矩阵是反对称矩阵。
对弧长s求导，可以看成是对切方向的协变导数。

## 参阅
- 曲线仿射几何
- 曲线微分几何
- 达布标架
- 运动学